# Victor Crus Rydberg
Victor Karl Christian Crus Rydberg, född 21 mars 1995 i Växjö, är en svensk professionell ishockeyspelare som spelar för Karlskrona HK i Hockeyettan. Crus Rydberg är uppvuxen i Tingsryd och hans moderklubb är Tingsryds AIF. Säsongen 2010/11 spelade Crus Rydberg TV-pucken för Småland och fick Sven Tumbas stipendium, som tilldelas turneringens bästa forward. Detta efter att han tagit ett silver med Småland och vunnit turneringens poängliga. Säsongen därpå lämnade han Tingsryd för Linköping HC:s juniorverksamhet, där han omgående vann SM-guld med klubbens J20-lag. Säsongen 2012/13 blev Crus Rydberg uttagen till en av Linköpings matcher i SHL, dock utan att få speltid.
Inför säsongen 2013/14 lämnade han Sverige för spel i Nordamerika, där han spelade för både Plymouth Whalers i OHL och Bridgeport Sound Tigers i AHL. Han spelade sedan ytterligare en säsong för Whalers, innan han återvände till Sverige för spel med HC Vita Hästen i Hockeyallsvenskan. Säsongen 2016/17 tillbringade Crus Rydberg med Vimmerby Hockey i Hockeyettan. I juni 2017 skrev han på för Kalmar HC i Hockeytvåan och var sedan med att spela upp klubben till Hockeyettan. Förutom en kort sejour med Nybro Vikings IF i början av 2020, spelade han för klubben fram till säsongen 2022/23. I slutet av juli 2023 anslöt han till Karlskrona HK.

## Karriär

### Klubblag

#### 2009–2017: Början av karriären
Crus Rydberg inledde sin ishockeykarriär i moderklubben Tingsryds AIF. 2009 spelade han TV-pucken för Småland och noterades för 19 poäng på 8 matcher (12 mål, 7 assist). Han vann både lagets interna poängliga och lagets skytteliga. Året därpå tog han ett silver i TV-pucken med Småland. Han tilldelades också Sven Tumbas stipendium, som går till turneringens bästa forward. Crus Rydberg vann såval poäng-, som assistligan. På 8 matcher stod han för 20 poäng (5 mål, 15 assist). Dessutom hade han turneringens bästa plus/minus-statistik (17). Inför säsongen 2011/12 lämnade Crus Rydberg Tingsryd för spel med Linköping HC:s juniorverksamhet. Han kombinerade spel med Linköpings J18- och J20-lag. Crus Rydberg tilldelades ett SM-guld med LHC J20 samma säsong. Under sin andra säsong i Linköping hade han ett poängsnitt på en poäng per match i klubbens J20-lag. På 35 matcher noterades han för lika många poäng (12 mål, 23 assist). Samma säsong blev han också uttagen till sin första match med Linköpings seniorlag i SHL, den 5 januari 2013. Han fick dock ingen speltid i matchen som slutade 3–1 mot AIK. Vid NHL-draften 2013 blev Crus Rydberg vald i den femte rundan av New York Islanders som 136:e spelare totalt.
Den 10 juli 2013 bekräftade Crus Rydberg, via sitt eget Twitter-konto, att han lämnat Sverige för spel med Plymouth Whalers i OHL de kommande två säsongerna. I grundserien noterades han för 37 poäng på 63 matcher. I slutspelet slogs laget i den första rundan av Guelph Storm med 4–1 i matcher. På dessa matcher gjorde Crus Rydberg tre poäng. Efter att Whalers slagits ut meddelades det den 31 mars 2014 att Bridgeport Sound Tigers i AHL skrivit ett try out-kontrakt med Crus Rydberg. Den 4 april samma år gjorde han AHL-debut i en match mot Wilkes-Barre/Scranton Penguins. Totalt spelade han sju matcher för klubben och gick poänglös i dessa matcher. Inför säsongen 2014/15 var Crus Rydberg tillbaka i OHL med Whalers. I säsongens första matcher noterades han för fyra poäng (ett mål, tre assist) då Whalers besegrade London Knights med 5–0. Med 45 poäng på 55 grundseriematcher blev Crus Rydberg trea i lagets interna poängliga. Laget missade slutspel sedan man slutat näst sist i sin division.
Den 5 maj 2015 meddelades det att Crus Rydberg skrivit ett ettårsavtal med HC Vita Hästen i Hockeyallsvenskan. Han spelade sin första match i Hockeyallsvenskan den 12 september samma år, mot sin moderklubb Tingsryds AIF. Den 31 oktober 2015 gjorde han sitt första mål i serien, då Vita Hästen föll mot Asplöven HC med 4–3. Totalt noterades han för 12 poäng på 45 matcher. Vid säsongens slut lämnade Crus Rydberg klubben för spel med Vimmerby Hockey i Hockeyettan.

#### 2017–2023: Kalmar HC

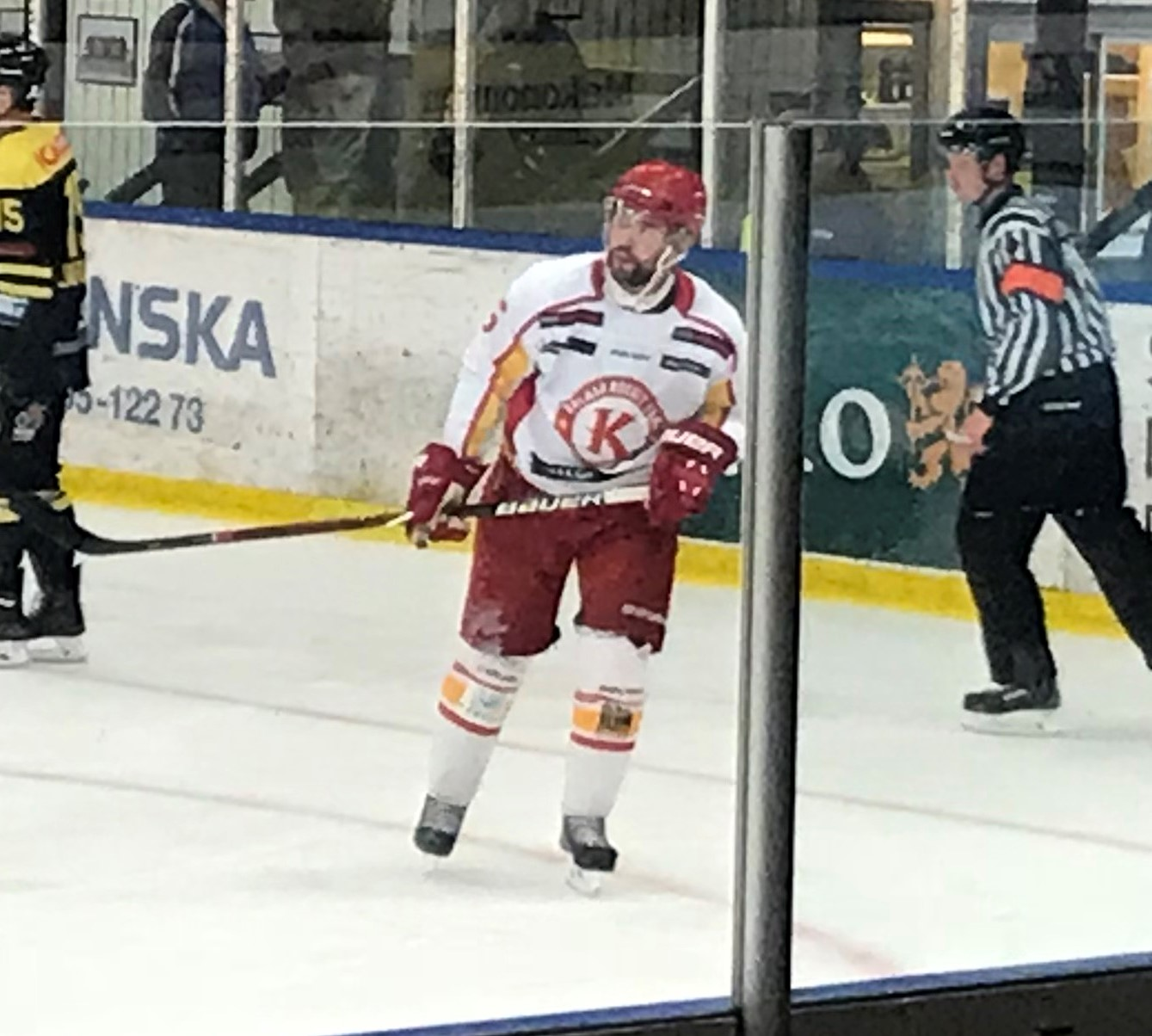
Rydberg med Kalmar HC 2018.

Den 1 juni 2017 stod det klart att Crus Rydberg skrivit ett ettårsavtal med Kalmar HC i Hockeytvåan, ett lag där hans pappa var tränare. Den efterföljande säsongen, 2017/18, hade Crus Rydberg ett poängsnitt på över en poäng per match. På 35 grundseriematcher stod han för 40 poäng (18 mål, 22 assist). I det efterföljande kvalspelet lyckades laget avancera till Hockeyettan. Den 2 maj 2018 förlängde han sitt avtal med Kalmar med ytterligare ett år. Crus Rydberg bröt nyckelbenet den 3 februari 2019 och missade därför avslutningen av sin andra säsong med Kalmar HC. På 31 grundseriematcher stod han för 17 poäng (sju mål, tio assist). Den 8 mars samma år meddelades det att han förlängt sitt avtal med klubben med ytterligare en säsong.
Under sin tredje säsong i klubben vann han lagets interna assist- och poängliga i grundserien. På 37 matcher noterades han för 40 poäng (14 mål, 26 assist). Då Kalmar misslyckats att ta sig till play off, meddelades det den 14 februari 2020 att Crus Rydberg lämnat klubben för att avsluta säsongen med Nybro Vikings IF. Samtidigt skrev han på ett ettårsavtal, med option på ytterligare en säsong, med Kalmar för säsongen 2020/21.
Säsongen 2021/22 vann Kalmar HC grundserien för Hockeyettan Södra. Crus Rydberg vann Hockeyettan Södras poängliga med 22 gjorda poäng. I den efterföljande Allettan var klubben ett av två lag att ta sig direkt till slutspelets semifinal. Crus Rydberg vann Kalmars interna poängliga under den totala grundserien med 50 poäng, varav 20 mål, på 45 matcher. I slutspelet slogs laget ut av Halmstad Hammers med 2–1 i matcher. Tidigare under säsongen, den 31 december 2021 bekräftades det att Crus Rydberg förlängt sitt avtal med Kalmar med ytterligare två säsonger.
För andra säsongen i följd lyckades Kalmar HC vinna grundserien för Hockeyettan Södra 2022/23. Därefter vann laget också Allettan Södra och Crus Rydberg noterades för 28 poäng på 34 matcher. Med 15 gjorda mål var han lagets näst främste målskytt. Kalmar kvalificerade sig för första gången i lagets historia till kvalserien till Hockeyallsvenskan. Väl där slutade laget på andra plats, på samma poäng som segrande Nybro Vikings. Under play off och kvalspelet var Crus Rydberg Kalmars poängmässigt bästa spelare. På 14 matcher stod han för 16 poäng. Med sju mål vann han lagets interna skytteliga.

#### Från 2023: Karlskrona HK
I juli 2023 erbjöds Kalmar HC en plats i Hockeyallsvenskan då Kristianstads IK nekats elitlicens, varpå Crus Rydberg lämnade klubben trots att den ville förlänga avtalet. Senare samma månad, den 31 juli, stod det klart att han skrivit ett ettårskontrakt med Karlskrona HK i Hockeyettan. Karlskrona tog sig till Hockeyettans slutspel där laget slogs ut i den sista rundan av Halmstad Hammers med 3–1 i matcher. Totalt noterades Crus Rydberg för 27 poäng på 45 matcher (6 mål, 21 assist). Den 20 juli 2024 bekräftade Karlskrona att Crus Rydberg förlängt sitt avtal med klubben med ytterligare en säsong. Crus Rydberg förbättrade sin poängnotering från föregående säsong med en poäng då han säsongen 2024/25 stod noterad för 25 poäng på 39 grundseriematcher. Karlskrona slutade på andra plats i den södra divisionen och på sjunde plats i AllEttan södra. Man slogs sedan ut i åttondelsfinal av Mariestad BoIS HC med 3–2 i matcher.
Den 3 augusti 2025 stod det klart att Crus Rydberg förlängt sitt avtal med Karlskrona med ytterligare en säsong.

### Landslag
Då U18-VM avgjordes i Ryssland 2013 blev Crus Rydberg uttagen till Sveriges trupp. Förutom Sveriges inledande match så spelade Crus Rydberg i samtliga av laget matcher. Sverige blev tvåa i grupp B sedan man endast förlorat mot Kanada. I kvartsfinalen slogs dock Sverige ut sedan man förlorat mot USA med 4–0. På fyra matcher noterades Crus Rydberg för en assistpoäng.

## Statistik

### Klubblag
| 2012–13           | Linköping HC            | SHL               | 1   | 0  | 0   | 0   | 0   | —  | —  | —  | —  | — |
| 2013–14           | Plymouth Whalers        | OHL               | 62  | 12 | 25  | 37  | 20  | 5  | 1  | 2  | 3  | 6 |
| 2013–14           | Bridgeport Sound Tigers | AHL               | 7   | 0  | 0   | 0   | 0   | —  | —  | —  | —  | — |
| 2014–15           | Plymouth Whalers        | OHL               | 55  | 15 | 30  | 45  | 34  | —  | —  | —  | —  | — |
| 2015–16           | HC Vita Hästen          | HA                | 45  | 8  | 4   | 12  | 14  | —  | —  | —  | —  | — |
| 2016–17           | Vimmerby Hockey         | Div. 1            | 36  | 10 | 6   | 16  | 39  | 7  | 1  | 0  | 1  | 2 |
| 2017–18           | Kalmar HC               | Div. 2            | 35  | 18 | 22  | 40  | 6   | 13 | 4  | 10 | 14 | 4 |
| 2018–19           | Kalmar HC               | Div. 1            | 31  | 7  | 10  | 17  | 12  | —  | —  | —  | —  | — |
| 2019–20           | Kalmar HC               | Div. 1            | 37  | 14 | 26  | 40  | 10  | —  | —  | —  | —  | — |
| 2019–20           | Nybro Vikings IF        | Div. 1            | 2   | 1  | 1   | 2   | 2   | 5  | 2  | 2  | 4  | 0 |
| 2020–21           | Kalmar HC               | Div. 1            | 25  | 12 | 17  | 29  | 14  | —  | —  | —  | —  | — |
| 2021–22           | Kalmar HC               | Div. 1            | 45  | 20 | 30  | 50  | 14  | 3  | 1  | 2  | 3  | 2 |
| 2022–23           | Kalmar HC               | Div. 1            | 34  | 15 | 13  | 28  | 8   | 14 | 7  | 9  | 16 | 0 |
| 2023–24           | Karlskrona HK           | Div. 1            | 36  | 5  | 19  | 24  | 10  | 9  | 1  | 2  | 3  | 0 |
| 2024–25           | Karlskrona HK           | Div. 1            | 39  | 11 | 14  | 25  | 12  | 7  | 2  | 3  | 5  | 2 |
| Division 1 totalt | Division 1 totalt       | Division 1 totalt | 285 | 95 | 136 | 231 | 121 | 45 | 14 | 18 | 32 | 6 |
| OHL totalt        | OHL totalt              | OHL totalt        | 117 | 27 | 55  | 82  | 54  | 5  | 1  | 2  | 3  | 6 |

### Internationellt
| År            | Lag           | Turnering     | Matcher | Mål | Assists | Poäng | Utv. |
| ------------- | ------------- | ------------- | ------- | --- | ------- | ----- | ---- |
| 2013          | Sverige       | U18-VM        | 7       | 4   | 1       | 5     | 2    |
| Junior totalt | Junior totalt | Junior totalt | 4       | 0   | 1       | 1     | 8    |